# 崔孝芬
崔 孝芬（さい こうふん、485年 - 534年）は、北魏の官僚・軍人。字は恭梓。本貫は博陵郡安平県。

## 経歴
崔挺の長男として生まれた。若くして才能と識見があり、博学で文章を好んだ。彭城王元勰の下で司徒行参軍となり、後に著作郎に任じられ、父の爵位を嗣いだ。尚書令の高肇が権勢を振るい、その子の高植が青州刺史となると、孝芬はその下で青州司馬となった。後に司徒記室参軍・司空属・定州大中正に任じられた。弁別判断にすぐれて、有能で知られ、府主の任城王元澄に重んじられた。熙平年間、元澄が地制8条を奏上したが、これは孝芬が参与して定めたものであった。長らく元澄の府にあった後、龍驤将軍・廷尉少卿に任じられた。
525年（孝昌元年）、南朝梁の裴邃らが淮南に進攻してくると、行台の酈道元や都督の河間王元琛が迎撃にあたることとなったが、軍を城父にとどめて、月を重ねても進軍しようとしなかった。そこで孝芬は孝明帝の命を受けて、持節・斎庫刀をもたらして、会敵をうながした。荊州刺史の李神儁が南朝梁の曹義宗に包囲されると、孝芬は通直散騎常侍の位を加えられ、荊州刺史・尚書南道行台となり、軍司を兼ね、諸将を率いて李神儁を救援した。
後に元叉の党与として、盧同や李奨らとともに免官されて、洛陽に呼び戻された。また孝芬はかつて廷尉少卿の地位にあったときに、章武王元融の恨みを買っており、元融は孝芬の弟の崔孝演が鮮于修礼に敗れて博陵に逃れた機をとらえて、崔孝演が反乱側に寝返って元融となったと誣告した。このため孝芬は一家を挙げて逃亡した。後に赦されて出頭した。
527年（孝昌3年）、南朝梁の成景儁が兵を率いて彭城に迫ると、孝芬は寧朔将軍・員外常侍・尚書右丞に任じられ、徐州行台となって対処にあたった。成景儁が泗水をせきとめて彭城を水攻めにしようとしたため、孝芬は李叔仁や柴集らを派遣して襲撃させ、成景儁を退却に追いこんだ。孝芬は安南将軍・光禄大夫・尚書に任じられ、徐兗行台となった。
528年（建義元年）、泰山郡太守の羊侃が反乱を起こして、兗州を包囲しようとした。孝芬は散騎常侍・鎮東将軍・金紫光禄大夫の位を受け、尚書東道行台を兼ね、大都督の刁宣（刁遵の子）とともに救援におもむき、行台の于暉と合流して、羊侃を逆に包囲した。羊侃は包囲を破って南朝梁に亡命した。
529年（永安2年）、元顥が北上してくると、孝芬は孝荘帝の命を受けて徐州に赴いた。元顥は考城で済陰王元暉業を捕らえ、勝利に乗じて北進し、その後軍都督の侯暄に梁国城を守らせて後詰めとしていた。孝芬は諸将を率いて侯暄を包囲したが、元顥が救援にやってくるのを恐れて、昼夜を分かたず攻め立てた。5日して侯暄が城を出て包囲を破ろうとしたため、孝芬は侯暄を捕らえて斬った。孝荘帝が洛陽に帰還すると、孝芬は西兗州刺史に任じられた。孝芬は外任での戦役に倦んでいたため、固辞して赴任せず、そのまま太常卿に任じられた。
531年（普泰元年）、南陽郡太守の趙脩延が荊州城を襲って占拠し、荊州刺史の李琰之を捕らえ、南朝梁の軍を招き入れた。孝芬は衛将軍・荊州刺史に任じられて、尚書南道行台を兼ねた。さらに都督三荊州諸軍事・車騎将軍となり、驃騎将軍の号を受けた。孝芬は荊州に向かう途中で、散騎常侍・驃騎将軍・西兗州刺史の辞令を受けた。532年（太昌元年）、殿中尚書を兼ねた。まもなく尚書のまま車騎大将軍・左光禄大夫の位を受けた。533年（永熙2年）、儀同三司の位を加えられ、吏部尚書を兼ねた。
534年（永熙3年）、孝武帝が関中に入り、高歓が洛陽に入ると、孝芬は辛雄や劉廞らとともに殺害された。享年は50。一家の人々は奴隷に落とされたが、東魏の天平年間に赦免された。

## 子女

### 子
- 崔勉
- 崔宣猷（司徒中郎、西魏に入った）
- 崔宣度（斉王儀同開府司馬）
- 崔宣軌（尚書考功郎中、弟たちとともに晋陽で殺害された）
- 崔宣質（晋陽で殺害された）
- 崔宣靖（秘書郎中、晋陽で殺害された）
- 崔宣略（晋陽で殺害された）
- 崔宣黙（東閤祭酒、晋陽で殺害された）

### 女
- 崔芷蘩（李希仁の妻）
- 崔氏（孝明帝の世婦）

## 伝記資料
- 『魏書』巻57 列伝第45
- 『北史』巻32 列伝第20